# Extra Mina Vol. 2
Extra Mina Vol. 2, pubblicato nel 1997, è una raccolta (solo CD) della cantante italiana Mina.

## Il disco
L'etichetta Suoni Rari, in collaborazione con la Mercury e la RAI, pubblica con tiratura limitata a 1 000 copie, alcune fra le esibizioni più importanti di Mina in televisione dal vivo.
Mina, ad appena 21 anni nel 1961, dopo solo tre anni dal debutto, partecipa alla prima edizione di Studio Uno insieme a mostri sacri del varietà internazionale come Marcel Aumont, le Gemelle Kessler, Walter Chiari, Marc Ronay, Don Lurio e il Quartetto Cetra.
Con Studio Uno del 1965 Mina diventa la protagonista indiscussa del varietà televisivo, la sua popolarità raggiungerà livelli ineguagliati con le trasmissioni successive: Sabato sera, Canzonissima, Teatro 10 e Milleluci.

## Tracce
1. Un uomo col cappello sugli occhi (dal Musical TV '68: Non cantare, spara) - 5:05 - (inedito su album) (Leo Chiosso-Gianni Ferrio) Edizioni SIAE
2. Tonight (con Johnny Dorelli) - 3:09 - Tratta da: (Signori... Mina! vol. 2)
3. Medley: - 6:19 - Tratte da: (Signori... Mina! vol. 4) 
  1. Se piangi, se ridi - 1:17 -
  2. L'amore ha i tuoi occhi - 1:08 -
  3. Le colline sono in fiore - 0:58 -
  4. Amici miei - 1:18 -
  5. Io che non vivo (senza te) - 1:37 -
4. Roma, nun fa la stupida stasera (con Nino Manfredi) - 1:13 - Tratta da: (Signori... Mina! vol. 3)
5. Amado mio (Amado mio) - 3:15 - Tratta da: (Signori... Mina! vol. 4)
6. Finisce qui - 2:05 - Tratta da: (Signori... Mina! vol. 4)
7. Bahia - 3:28 - Tratta da: (Signori... Mina! vol. 3)
8. The man I love - 2:42 - (inedito su album) (George Gershwin) Edizioni Warner/Chappell
9. What'd I say (con Adriano Celentano) - 4:34 - Tratta da: (Signori... Mina! vol. 3)
10. Medley: (con Rita Pavone) - 6:46 - Tratte da: (Signori... Mina! vol. 4) 
  1. Amore twist (Mina) - 0:44 -
  2. Il cielo in una stanza (Rita Pavone) - 0:56 -
  3. Che m'importa del mondo (Mina) - 0:25 -
  4. Una zebra a pois (Rita Pavone & Mina) - 0:23 -
  5. La partita di pallone (Mina) - 0:18 -
  6. Moliendo cafè (Rita Pavone) - 0:19 -
  7. Come te non c'è nessuno (Mina) - 0:42 -
  8. Città vuota (It's a lonely town) (Rita Pavone) - 0:30 -
  9. Pel di carota (Mina) - 0:18 -
  10. Due note (Rita Pavone) - 0:40 -
  11. Stasera con te (Mina & Rita Pavone) - 0:36 -
  12. Ciao ciao (Downtown) (Mina & Rita Pavone) - 0:55 -
11. Amore, amore, amore, amore - 4:56 - Tratta da: (Signori... Mina! vol. 1)
12. Oh happy day - 3:54 - Tratta da: (Signori... Mina! vol. 3)